# Gustave Jacquet
Pour les articles homonymes, voir Jacquet.
Gustave Jacquet est un peintre et illustrateur français né le 25 mai 1846 à Paris et mort dans la même ville le 11 juillet 1909. 

## Biographie
Gustave Jean Jacquet est élève de William Bouguereau et débute au Salon de 1865. Il est connu comme peintre de portrait féminin et de scène de genre dans le goût du XVIIIe siècle.
Sous le nom de « Jacquet », il illustre quelques ouvrages humoristiques, notamment pour les Éditions Félix Juven.
Gustave Jacquet habita dans plusieurs domicile parisiens : de 1865 à 1866, au no 3, rue Desbordes-Valmore ; de 1867 à 1874, au no 22, rue Saint-Ferdinand ; de 1875 à 1876, au no 37, avenue Montaigne ; de 1877 à 1883, au no 71, rue de Prony ; et de 1884 à sa mort, au no 92, avenue de Wagram.
Laure Hayman propose des œuvres de Gustave Jacquet pour le musée du Louvre.
Le 29 novembre 1909 eut lieu à Paris la vente des anciens costumes, armes et armures, provenant de sa succession. Auparavant, le contenu de son atelier et ses collections d'art avaient été dispersés à la galerie Georges Petit à Paris.

## Œuvres dans les collections publiques
États-Unis

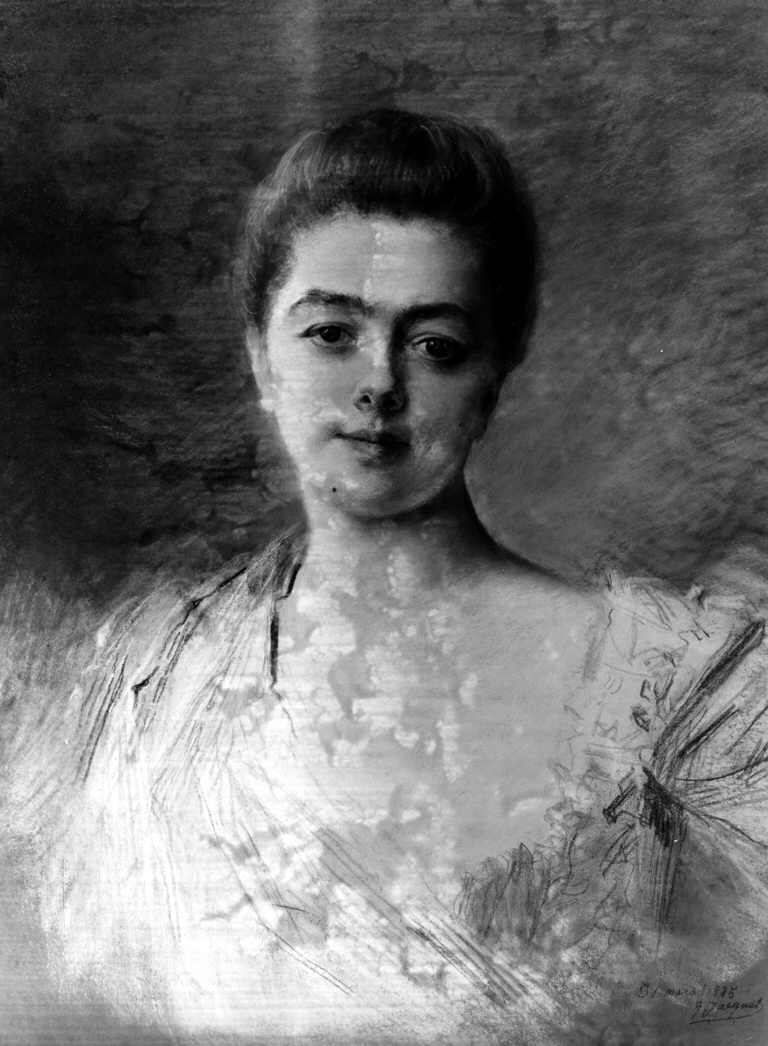
La Conquérante (1885), pastel, Baltimore, Walters Art Museum.

- Baltimore, Walters Art Museum : La Conquérante, 1885, pastel sur papier.

France
- Dieppe, château de Dieppe : Portrait de Camille Saint-Saëns à l'âge de 35 ans, vers 1870, huile sur toile, 32,5 × 24,2 cm.
- Dijon, musée Magnin : La Femme à l'éventail, vers 1870-1890.
- Versailles, musée Lambinet : Portrait d'Augusta Holmès (1847-1903).

## Salons
- 1865 : no 1103, La Modestie ; no 104, La Tristesse.
- 1866 : no 1003, Portrait de M. J.Jacquet ; no 1004, Portrait de M. S.Guillemin en costume du XVIe siècle.
- 1867 : no 790, Portrait de Mlle Fanny G. Mengozzi ; no 791, L'Appel aux armes.
- 1868 : no 1310, Sortie d'armée : lansquenets, soldats mercenaires allemands du XVIe siècle.
- 1869 : no 1249, La Justice ; no 1250, Jardin à Lesmaès (Finistère).
- 1872 : no 847, Jeune Fille tenant une épée.
- 1873 : no 776, Portrait de Mlle A. H. ; no 77, Grande fête en Touraine, vers 1565.
- 1874 : no 972, L'Atelier mystérieux.
- 1875 : no 1101, La Rêverie ; no 1102, Halte de lansquenet ; no 1103 Vedette.
- 1876 : no 1084, Portrait de Mme J. ; no 1085, La Paysanne.
- 1877 : no 1107, Portrait de Mme de M. ; no 1108, La Pauvrette.
- 1878 : no 1102, Jeanne d'Arc prie pour la France.
- 1879 : no 1164, La Première arrivée.
- 1880 : no 1930, Le Menuet ; no 1931, Portrait de Mme D.
- 1882 : no 1398, La France glorieuse ; no 1399, Portrait de Mme la comtesse de Brigode.
- 1884 : no 1266, La Pavane, danse solennelle du XVIe siècle.
- 1885 : no 1321, L'Espiègle ; no 1322 La Reine du camp.
- 1886 : no 1239, Portrait de Mme la duchesse d'Uzès.
- 1887 : no 1266, L'Enchanteresse Armide abandonnée par Renaud.
- 1888 : no 1349, L'Oiseau envolé.

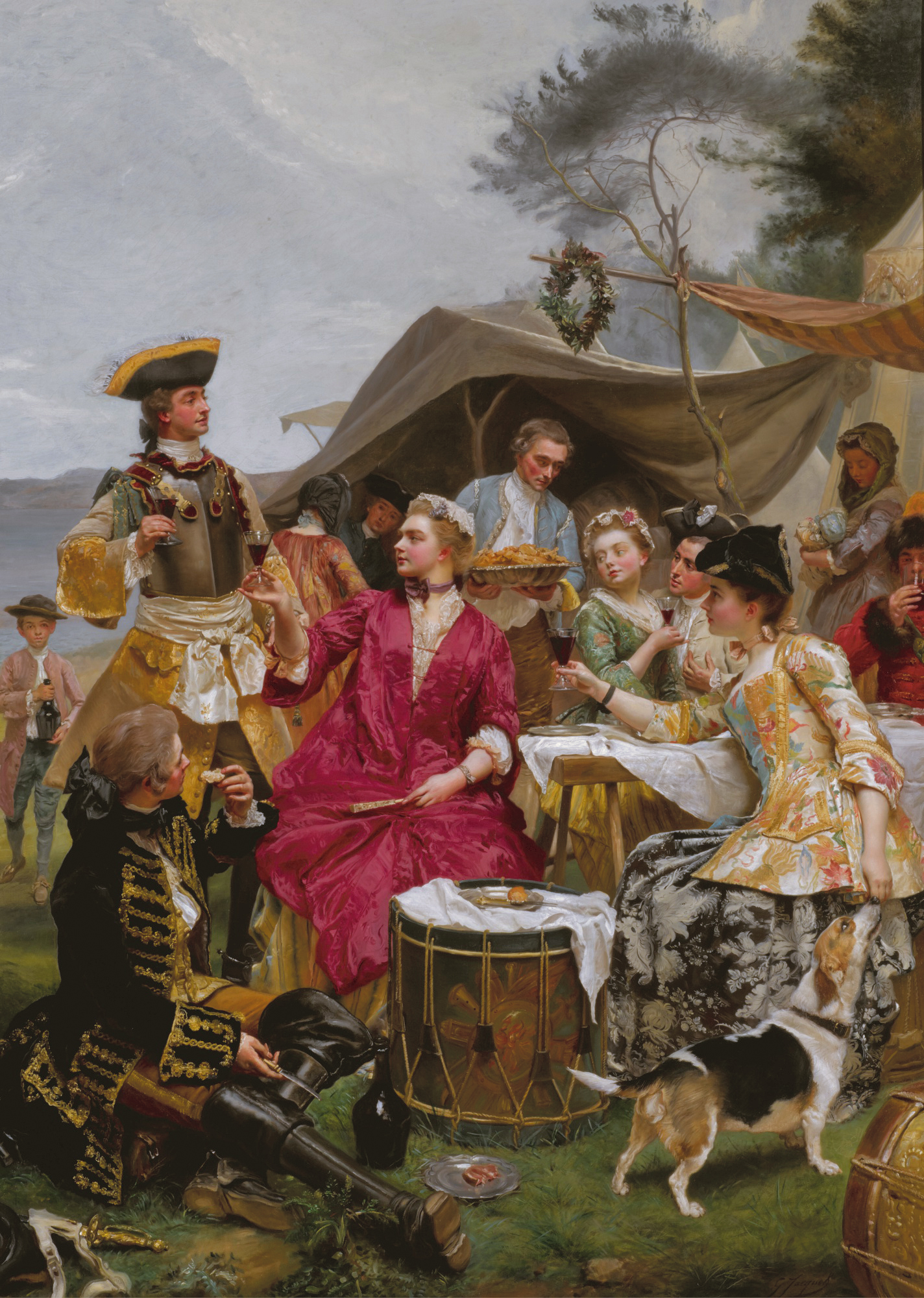
La Bienvenue (1892), localisation inconnue.

- 1892 : no 910, La Bienvenue, huile sur toile, 180,4 × 128,3 cm, donné à l'Art Institute of Chicago en 1970, qui l'a revendu en 2007.
- 1893 : no 947, Le Dessin.
- 1894 : no 970, La Musique ; no 971, Les Armes.
- 1895 : no 997, Le Pays rêvé ; no 998, Portrait de Louis et Isabelle de Murard.
- 1896 : no 065, Fera-t-il beau ?
- 1898 : no 1071, Portrait de M. Gabriel Bonvalot.
- 1899 : no 1024, Portrait de la comtesse de Maigret.
- 1901 : no 1061, Portrait de M. le Cte de M.
- 1902 : no 874, Romantisme ; no 875 Chasseresse.
- 1903 : no 956, Portrait de Mme G.J. ; no 957, Portrait de Mme M.C.
- 1904 : no 949, Portrait de Mme la comtesse de R.C.
- 1905 : no 988, L'Énigme ; no 989, Fleurs d'été.
- 1906 : no 852, Portrait de Mme M.V. ; no 853, La Lecture distraite.
- 1907 : no 838, La Joueuse de vielle ; no 839, Hallali.
- 1908 : no 894, Don Juan et Zerline.
- 1909 : no 939, Candeur ; no 940, Baigneuses.
- 1910 : no 1010, Portrait de Mme B. ; no 1011, À la santé !

Œuvres non localisées attribuées à Gustave Jacquet
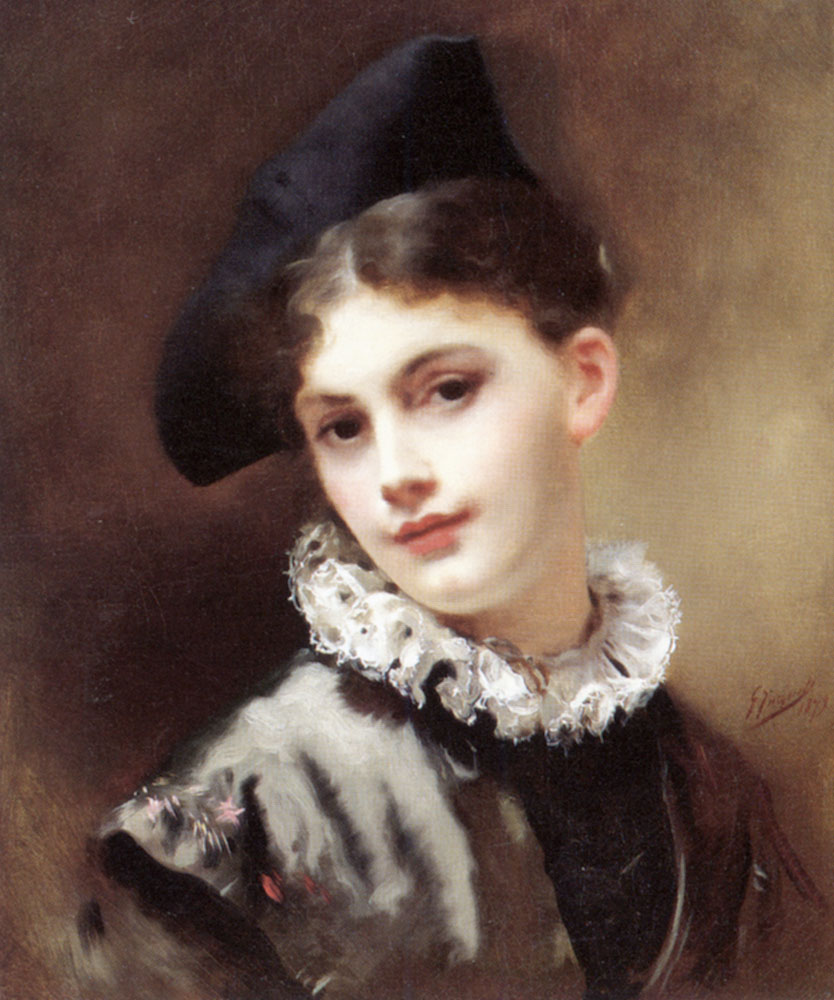
Un sourire coquet
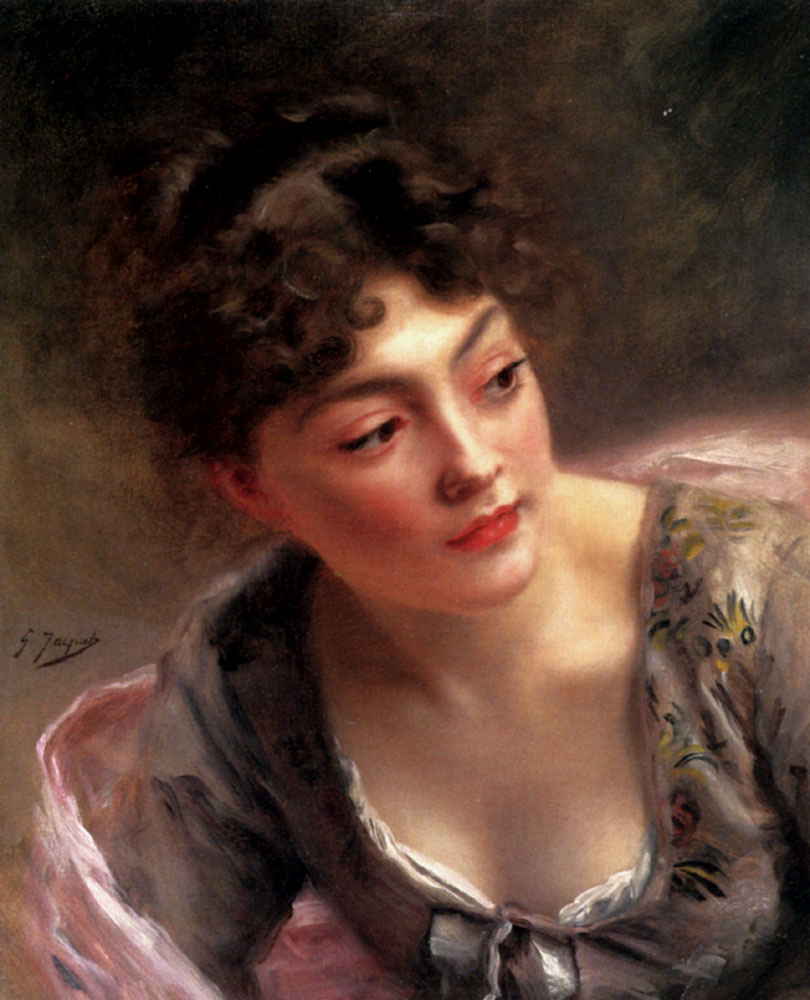
Un rapide coup d’œil
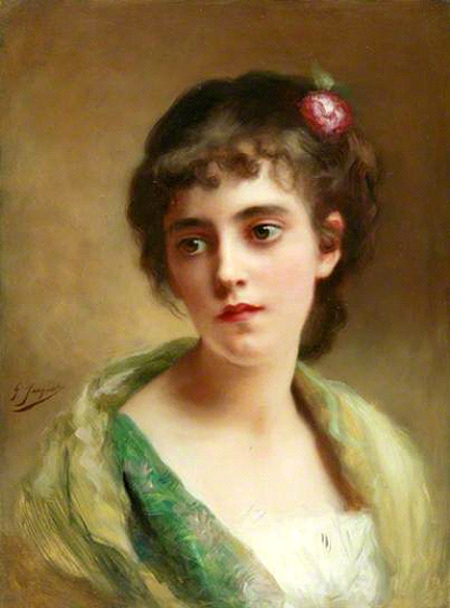
Tête de jeune fille
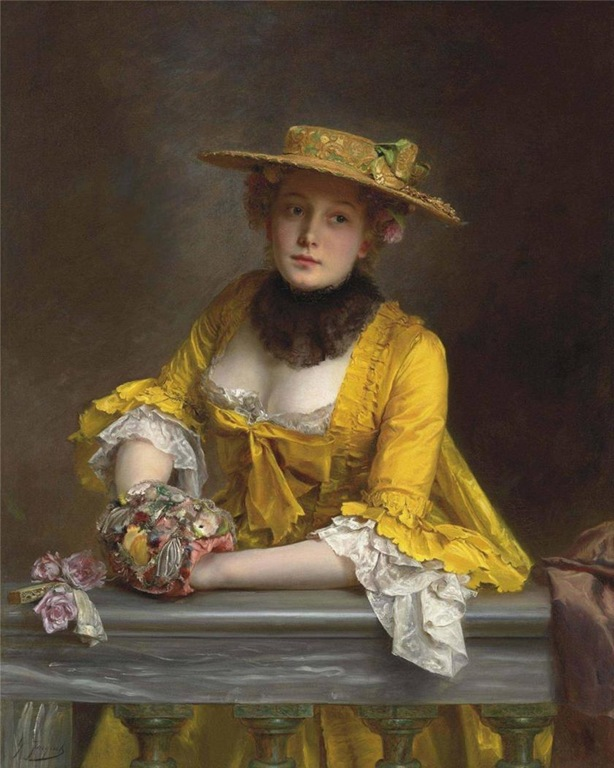
Portrait